# Årjeb Issmejaure
Årjeb Issmejaure är en sjö i Arjeplogs kommun i Lappland och ingår i Skellefteälvens huvudavrinningsområde. Sjön har en area på 1,49 kvadratkilometer och ligger 447 meter över havet.

## Delavrinningsområde
Årjeb Issmejaure ingår i det delavrinningsområde (735707-156158) som SMHI kallar för Utloppet av Årjeb Issmejaure. Medelhöjden är 503 meter över havet och ytan är 11,34 kvadratkilometer. Räknas de 2 avrinningsområdena uppströms in blir den ackumulerade arean 41,1 kvadratkilometer. Esmebäcken som avvattnar avrinningsområdet har biflödesordning 3, vilket innebär att vattnet flödar genom totalt 3 vattendrag innan det når havet efter 304 kilometer. Avrinningsområdet består mestadels av skog (87 procent). Avrinningsområdet har 1,49 kvadratkilometer vattenytor vilket ger det en sjöprocent på 13,2 procent.